# Millerjevi indeksi
Millerjevi indeksi so sistem zapisa kristalografskih ravnin in smeri v Bravaisovih  mrežah. Millerjevi indeksi so niz celih števil, dobljenih z recipročenjem Weissovih parametrov in odpravo ulomkov, če je potrebno.
Millerjevi indeksi kristalnih ravnin se zapisujejo v okroglih oklepajih kot {\displaystyle (hkl)} in povedo, na koliko delov ravnina razdeli robove osnovne celice. Če v pravokotnem koordinatnem sistemu z osmi {\displaystyle x}, {\displaystyle y} in {\displaystyle z} kristalografska ravnina seka osi v točkah {\displaystyle a}, {\displaystyle b}  in {\displaystyle c}, imajo Millerjevi indeksi vrednosti 
{\displaystyle h=1/a}, {\displaystyle k=1/b} in {\displaystyle l=1/c}.
Takšen način označevanja je bil uveden zato, da ima v primeru, ko ravnina ne seka koordinatne osi, indeks vrednost {\displaystyle 0} in ne neskončno. Negativna cela števila se po dogovoru pišejo z nadpisano črtico, na primer 3 namesto −3. Števila imajo praviloma  najmanjše možne vrednosti, tako da je njihov največji skupni deljitelj enak 1. Millerjev indeks 100 predstavlja ravnino, ki je pravokotna na smer {\displaystyle x}, indeks 010 ravnino, ki je pravokotna na smer {\displaystyle y}, indeks 001 pa ravnino, ki je pravokotna na smer {\displaystyle z}. Omenjene ravnine predstavljajo ploskve kubične kristalne mreže. Družina teh ravnin se po dogovoru lahko zapiše z {001}.
Millerjeve indekse je leta 1839 uvedel angleški mineralog William Hallowes Miller (1801–1880). 
Natančen pomen zapisa je odvisen od izbire mrežnih vektorjev. Običajno se uporabljajo trije primitivni mrežni vektorji. V kubičnih kristalnih sistemih se uporabljajo kubični mrežni vektorji tudi za neprimitivne kristalne mreže, se pravi telesno in ploskovno centrirane kristale. 

## Definicija
Millerjevi indeksi se lahko določajo na dva enakovredna načina: iz točk v recipročni kristalni mreži ali z recipročenjem presečišč na mrežnih vektorjih. V obeh primerih je treba najprej izbrati tri mrežne vektorje {\displaystyle a_{1}}, {\displaystyle a_{2}} in {\displaystyle a_{3}}. S temi vektorji so določeni tudi trije primitivni vektorji recipročne mreže {\displaystyle b_{1}}, {\displaystyle b_{2}} in {\displaystyle b_{3}}.
Millerjevi indeksi (hkl) označujejo ravnino, ki je pravokotna na vektor recipročne mreže:
{\displaystyle g_{hkl}=hb_{1}+kb_{2}+lb_{3}}.
To pomeni, da indeksi (hkl) označuje normalo na ravnine v bazi vektorjev primitivne recipročne mreže. Zahteva, da morajo biti indeksi čimmanjši, pomeni, da gre za najkrajši vektor recipročne mreže v dani smeri.
(hkl) istočasno označuje tudi ravnino, na kateri so točke {\displaystyle a_{1}/h}, {\displaystyle a_{2}/k} in {\displaystyle a_{3}/l} ali kateri od njihovih mnogokratnikov. To pomeni, da so Millerjevi indeksi proporcionalni obratnim vrednostim presečišč ravnine v bazi mrežnih vektorjev. Če je kateri indeks enak 0 pomeni, da ravnina ne seka pripadajoče osi oziroma jo seka "v neskončnosti". 
Če eno ali več mrežnih točk sekajo samo ravnine (hkl), je pravokotna razdalja  {\displaystyle d} med dvema sosednjima mrežnima ravninama povezana z najkrajšim vektorjem recipročne mreže, ki je pravokoten na ravnine in je enaka:
{\displaystyle d={\frac {2\pi }{\left|g_{hkl}\right|}}}
Soroden zapis [hkl] označuje smer 
{\displaystyle ha_{1}+ka_{2}+la_{3}}.
To pomeni, da zapis uporablja osnovno kristalni mrežo in ne recipročne. Smer [hkl] na splošno ni normalna (pravokotna) na ravnine (hkl). Izjema je kubična kristalna mreža.

## Kubične kristalne strukture
V posebnih primerih, kakršni so enostavni kubični kristali, so mrežni vektorji med seboj pravokotni in enako dolgi. Običajno so označevi z {\displaystyle a}. Enako velja za recipročno kristalno mrežo. V kubičnem sistemu so Millerjevi indeksi (hkl) in [hkl] normale oziroma smeri v pravokotnih koordinatah.
Za kubične kristale z mrežno konstanto {\displaystyle a} je razdalja {\displaystyle d} med sosednjima mrežnima ravninama enaka 
{\displaystyle d_{hkl}={\frac {a}{\sqrt {h^{2}+k^{2}+l^{2}}}}}
Položaji in predznaki celih števil se zaradi simetrije kubičnih kristalov lahko spremenijo, pri čemer ostanejo smeri in ravnine enakovredne:
- Koordinate v škarnicah, na primer <100>, označujejo družino smeri, ki so zaradi simetrijskih operacij enakovredne. Takšne smeri so na primer [100], [010], [001] in njihove negativne vrednosti.
- Koordinate v zavitih oklepajih, na primer {100}, označujejo družino normal na ravnine, ki so zaradi simetrijskih operacij enakovredne.

V ploskovno centrirani in telesno centrirani kubični mreži primitivni mrežni vektorji niso pravokotni. V teh primerih so Millerjevi indeksi po dogovoru definirani z mrežnimi vektorji kubične "super celice", tako da ostanejo smeri pravokotne. 

## Heksagonalne in ortorombične strukture
V heksagonalnih in romboedričnih kristalnih sistemih se uporabljajo tudi štirištevilčni Millerjevi indeksi  {\displaystyle (hkil)}, pri čemer je 
{\displaystyle i=-h-k}.
{\displaystyle h}, {\displaystyle k} in {\displaystyle l} so istovetni z Millerjevimi indeksi,  {\displaystyle i} pa je  dodatni (redundantni) indeks. 
Z zapisom ravnin heksagonalne kristalne mreže s štirimi indeksi  postanejo permutacijske simetrije mnogo bolj pregledne. Primer: podobnost med ravninama (110) ≡ (1120) in (120) ≡ (1210) postane z uvedbo dodatnega indeksa bolj očitna. 
Ravnina (001) na desni sliki ima trištevno simetrijo, saj ostane pri zasuku za 2π/3 (120º) nespremenjena. Smeri [100], [010] in [110] so resnično podobne. Če je {\displaystyle S} presečišče ravnine z osjo [110], je
{\displaystyle i=1/S}.
Recipročni mrežni vektor (hkl) se lahko izrazi kot {\displaystyle ha^{*}+kb^{*}+lc^{*}}, pri čemer so {\displaystyle a^{*}}, {\displaystyle b^{*}} in {\displaystyle c^{*}} krajevni vektorji recipročne mreže. 
Za heksagonalne kristale se (hkl) lahko izrazi tudi s krajevnimi vektorji direktne mreže:
{\displaystyle (hkl)=h{\vec {a^{*}}}+k{\vec {b^{*}}}+l{\vec {c^{*}}}={\frac {2}{3a^{2}}}(2h+k){\vec {a}}+{\frac {2}{3a^{2}}}(h+2k){\vec {b}}+{\frac {1}{c^{2}}}(l){\vec {c}}.}
Obstajajo tudi ad hoc sheme za indeksiranje heksagonalnih mrežnih vektorjev s štirimi indeksi, na primer v transmisijski elektronski mikroskopiji, ki pa ne operirajo z dodajanjem redundantnega indeksa k regularnemu nizu treh indeksov.

## Kristalografske ravnine in smeri
Kristalografske smeri so navidezne premice, ki povezujejo vozlišča, se pravi atome, ione ali molekule kristala. Podobno so kristalografske ravnine navidezne ravnine, ki povezujejo vozlišča kristala. Nekatere smeri in ravnine so gostejše od drugih, zato vplivajo na naslednje lastnosti kristala:
- Optične lastnosti: v kondenzirani snovi svetloba "skače" z enega atoma na drugega z Rayleighovim sipanjem. Če so atomi v različnih smereh različno oddaljeni, je tudi hitrost svetlobe v različnih smereh različna, kar povzroči dvolomnost.
- Adsorpcija in reaktivnost: adsorpcija in kemijske reakcije potekajo med atomi in molekulami, zato sta oba pojava odvisna od gostote vozlišč.
- Površinska napetost: kondenzacija snovi pomeni, da so atomi, ioni ali molekule bolj stabilni, če so obdani s podobnimi delci. Površinska napetost na faznih mejah je zato odvisna od gostote delcev na površini:
  - pore in kristaliti težijo k ravnim mejam zrn, ki sledijo gostim ravninam
  - razkolnost
- Dislokacije (plastična deformacija)
  - Jedro dislokacije teži k širjenju vzdolž gostih ravnin (elastična motnja se "razredči"), kjer je manjše  trenje (Peierls-Nabarrova sila); drsenje je pogostejše na gostih ravninah.
  - Motnja, ki jo povzroči dislokacija (Burgersov vektor), nastane v gostejši smeri: premik vozlišča v gostejši smeri povzroči manjšo distorzijo.
  - Dislokacijska črta se nagiba h gostejši smeri; dislokacijska črta je pogosto premica, dislokacijska zanka pa  mnogokotnik.

Iz tega sledi, da je določanje ravnin in njihovo sistematično označevanje še kako pomembno.

## Celoštevilčni in iracionalni Millerjevi indeksi: mrežne ravnine in kvazikristali
Millerjevi indeksi so po definiciji vedno cela števila. Da bi to bolje razumeli, predpostavimo ravnino {\displaystyle (abc)} z Millerjevimi indeksi {\displaystyle a}, {\displaystyle b} in {\displaystyle c}, ki niso cela števila.
Če so razmerja med {\displaystyle a}, {\displaystyle b} in {\displaystyle c} racionalna števila, se z deljenjem z največjim od njih in množenjem z najmanjšim skupnim imenovalcem ulomki pretvorijo v cela števila, tako da so indeksi {\displaystyle (hkl)}  cela števila. Celoštevilčni Millerjevi indeksi torej implicitno vsebujejo tudi vsa racionalna števila. Ravnine, katerih komponente imajo v bazi recipročne mreže racionalna razmerja, so posebno zanimive zato, ker so edine ravnine, katerih presečišča s kristalom imajo periodičnost 2-d. 
Za ravnine (abc), v katerih so razmerja med komponentami {\displaystyle a}, {\displaystyle b} in {\displaystyle c} iracionalna števila, presečišča ravnin s kristalom niso periodična in tvorijo neperiodičen vzorec, poznan kot kvazikristal. 

## Računanje

### Millerjevi indeksi smeri[3]
- Krajevni vektor V ima koordinate

a/2, b, c/2.
- Po deljenju z enotnimi vektorji v smereh x, y in z, dobimo vrednosti

½, 1, ½
- Vrednosti damo na skupni imenovalec in dobimo vrednosti:

½, 2/2, ½
- Po množenju s skupnim imenovalcem 2 dobimo vrednosti

1, 2, 1
- Smer ima Millerjeve indekse [1 2 1] in spada v družino smeri <1 1 2>.

### Millerjevi indeksi ravnin[3]
- Ravnina seka koordinatne osi v točkah

2a/3,  b, c/3.
- Po deljenju z enotnimi vektorji v smereh x, y in z dobimo vrednosti

2/3 , 1, 1/3
- Izračunamo obratne vrednosti:

3/2, 1, 3.
- Vrednosti damo na skupni imenovalec:

3/2, 2/2, 6/2
- Po množenju s skupnim imenovalcem 2 dobimo vrednosti:

3, 2, 6
- Ravnina ima Millerjeve indekse (3 2 6) in spada v družino ravnin {2 3 6}.